# Nebularin
Nebularin (auch Purinosin) ist ein Nukleosid. Es besteht aus der β-D-Ribofuranose (Zucker) und dem Purin. Es ist damit das einfachste Purinnukleosid. Es ist ein starker Hemmstoff der Adenosin-Deaminase.

## Vorkommen
Nebularin wurde aus dem Nebelgrauen Trichterling (Clitocybe nebularis) isoliert. Aus dem Namensbestandteil nebularis wurde der Name entsprechend abgeleitet.

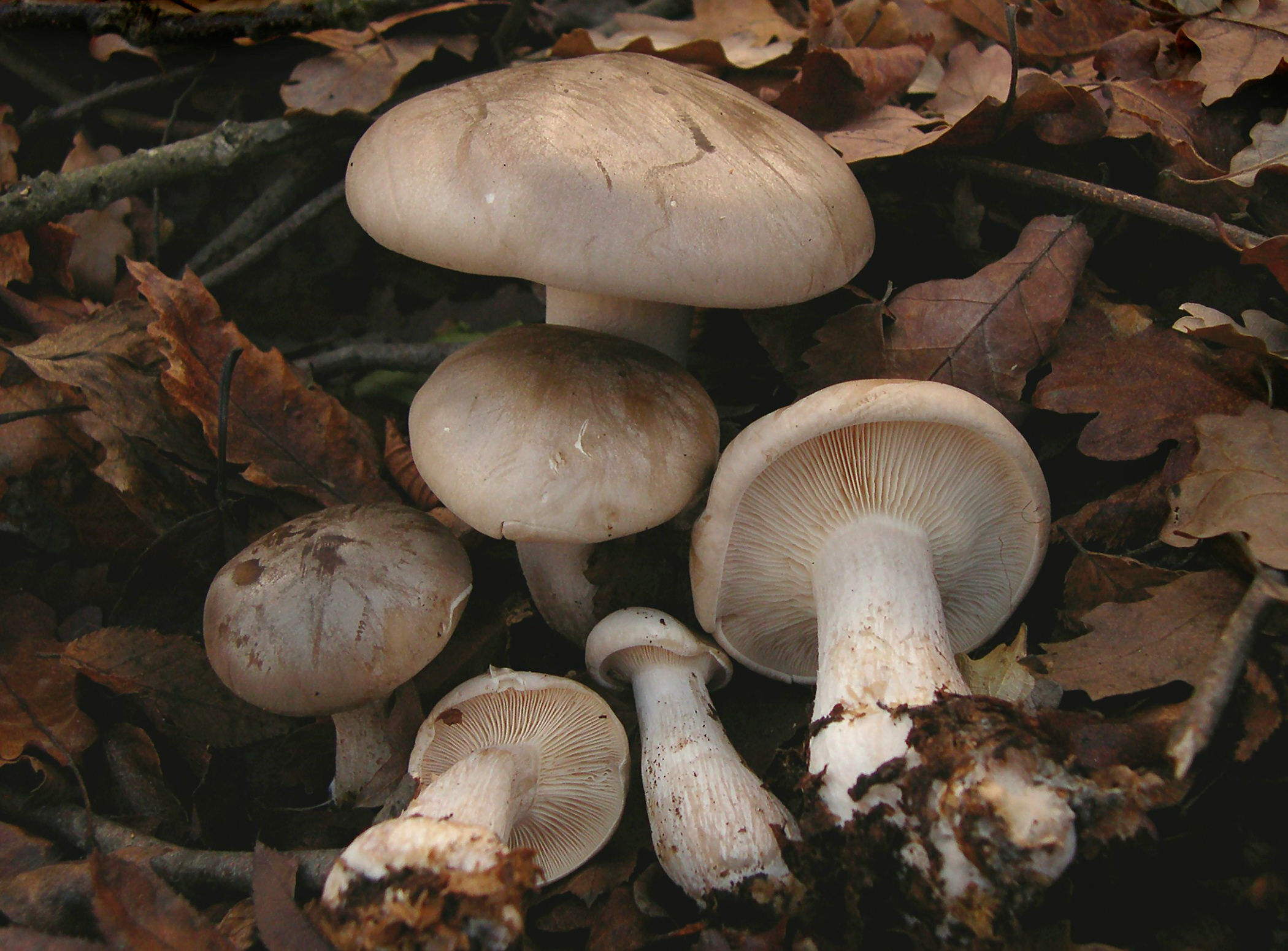
Der Nebelgraue Trichterling enthält Nebularin